# 2572 Annschnell
2572 Annschnell је астероид главног астероидног појаса са средњом удаљеношћу од Сунца која износи 2,391 астрономских јединица (АЈ).
Апсолутна магнитуда астероида је 13,4.